# Слепая Эл
Слепая Эл (англ. Blind Al), настоящее имя Алтея (англ. Althea) — персонаж американских комиксов издательства Marvel Comics, созданная сценаристом Джо Келли и художником Эдом Макгиннессом. Наиболее известна как союзник антигероя Дэдпула.
Ранее Алтея была офицером британской разведки и сражалась вместе с Капитаном Америкой во Второй мировой войне. В какой-то момент, когда Уэйд Уилсон был наёмником, ещё до присоединения к программе «Оружие ИКС», он получил приказ убить Слепую Эл в Заире, однако, в конечном итоге, сохранил ей жизнь. Став Дэдпулом, Уилсон похитил её и она стала его соседкой по квартире в Сан-Франциско. Несмотря на то, что Эл является пленницей Дэдпула, она — один из немногих людей, которым он доверяет.

## Вне комиксов
- Актриса Лесли Аггамс сыграла Слепую Эл в фильме «Дэдпул» (2016), действие которого разворачивается в рамках серии фильмов о Людях Икс[4].
- Аггамс вернулась к роли Слепой Эл в сиквеле «Дэдпул 2» (2018)[5].
- Аггамс повторила роль Слепой Эл в фильме «Дэдпул и Росомаха» (2024), являющемся частью медиафраншизы «Кинематографическая вселенная Marvel»[6].